# Наполеон (мінісеріал)
Наполеон (фр. Napoléon) — мінісеріал, що розповідає про життя Наполеона Бонапарта. Знятий в 2002 році на основі роману історика наполеонівської епохи Макса Галло. Мінісеріал є володарем премії «Еммі»

## Сюжет
Мінісеріал показує військові перемоги і поразки Наполеона, включаючи битви під Пройсіш-Ейлау, Ватерлоо, Аустерліцом і його відступ із Російської імперії. Відображене і особисте життя Наполеона: його шлюб і розлучення з Жозефіною Богарне, шлюб із Марією-Луїзою, дочкою імператора Австрії Франца I, романи з Елеонорою Денюель та Марією Валевською.

## У ролях
- Крістіан Клав'є — Наполеон I
- Ізабелла Росселліні — Жозефіна Богарне
- Жерар Депардьє — Жозеф Фуше
- Джон Малкович — Шарль Моріс де Талейран-Перігор
- Анук Еме — Летиція Рамоліно
- Гайно Ферх — Арман Огюстен Луї де Коленкур
- Себастьян Кох — маршал Жан Лан
- Ален Дюте — маршал Мішель Ней
- Енніо Фантастічіні — Жозеф Бонапарт
- Гійом Депардьє — Мюірон
- Олександра Марія Лара — графиня Марія Валевська
- Тобі Стівенс — Олександр I
- Меві Гербігер — Марія-Луїза Австрійська
- Марі Боймер — Кароліна Бонапарт
- Клаудіо Амендола — маршал Йоахім Мюрат
- Джуліан Сендс — Клемент фон Меттерніх
- Людівін Саньє — Гортензія Богарне
- Крістофер Хеєрдал — Етьєн Жоффруа Сент-Ілер
- Джон Вуд(інші мови) — папа Пій VII
- Флоранс Пернель — Тереса Кабаррус
- Джессіка Паре — Елеонора Денюель
- Темзін Еджертон — Бетсі
- Вінсент Ґрасс — Карл IV
- Шарлотта Валандре — мадам де Кюні

## Виробництво
На створення мінісеріалу витрачено понад 40 млн євро, що зробило його найдорожчим на той момент телевізійним фільмом.Зйомки, що проходили в Австрії, Франції, Чехії, Угорщині та Канаді, зайняли півроку. У масовках батальних сцен, що знімалися в Угорщині, було задіяно понад 10 тисяч солдатів угорської армії. Крім цього батальні сцени доповнені віртуальними солдатами, згенерованими за допомогою програмного забезпечення компанії Hybride Technologies.